# Ctenichneumon seoulensis
Ctenichneumon seoulensis är en stekelart som beskrevs av Kim 1955. Ctenichneumon seoulensis ingår i släktet Ctenichneumon och familjen brokparasitsteklar. Inga underarter finns listade i Catalogue of Life.